# Ingen ängel
Ingen ängel (originaltitel: Destry Rides Again) är en amerikansk western-film från 1939 i regi av George Marshall och med Marlene Dietrich, James Stewart och Mischa Auer i huvudrollerna. 

## Handling
Kent, områdets starke man, ser till att få sheriffen dödad. Med hjälp av borgmästaren ser han sen till att utnämna stadens fyllo till sheriff. Vad de dock inte vet är att fyllot en gång arbetat med sheriffen Tom Destry och nu kallar fyllot in sheriffens son, Thomas Jefferson Destry Jr (James Stewart). Sonen har dock lite udda idéer om hur en sheriff arbetar, han tror nämligen inte på skjutvapen.

## Rollista (i urval)
- Marlene Dietrich - Frenchy, saloonsångerska
- James Stewart - Thomas Jefferson "Tom" Destry, Jr., den nye biträdande sheriffen
- Charles Winninger - Washington "Wash" Dimsdale, den nye sheriffen
- Brian Donlevy - Kent, Saloonägaren
- Mischa Auer - Boris Callahan
- Una Merkel - Lily Belle, "Mrs. Callahan"
- Allen Jenkins - "Gyp" Watson
- Warren Hymer - "Bugs" Watson
- Irene Hervey - Janice Tyndall
- Jack Carson - Jack Tyndall
- Samuel S. Hinds - Domare Slade, Borgmästaren
- Billy Gilbert - Bartender "Loupgerou"
- Lillian Yarbo - Clara, Frenchys hembiträde
- Tom Fadden - Lem Claggett
- Virginia Brissac - Sophie Claggett
- Dickie Jones - Claggetts son
- Ann E. Todd - Claggetts dotter
- Joe King - Sheriff Keogh